# Julius Caesar (film, 1950)
Pour les articles homonymes, voir Jules César (homonymie).
Pour plus de détails, voir Fiche technique et Distribution.
Julius Caesar est un film américain réalisé par David Bradley, d'après la pièce Jules César de William Shakespeare, sorti en 1950.

## Fiche technique
- Titre original : Julius Caesar
- Réalisation : David Bradley
- Scénario : David Bradley, d'après la pièce Jules César de William Shakespeare
- Costumes : Katharine Bradley
- Photographie : Louis McMahon
- Musique : John Becker, Chuck Zornig (non crédité)
- Maquillage : Sam Needham
- Décors : Louis MacMahon
- Production : David Bradley, Owen Davis, Robert Keigher
- Société(s) de production : Avon Productions
- Société(s) de distribution : (États-Unis) Brandon Films
- Pays de production : États-Unis
- Année : 1950
- Langue originale : anglais
- Format : noir et blanc — 16 mm — 1,37:1 — mono
- Genre : drame, historique
- Durée : 106 minutes
- Dates de sortie : 
  - États-Unis : 8 mars 1950 (Lake Forest, Illinois)

## Distribution
- Harold Tasker : Jules César
- Charlton Heston : Marc Antoine
- David Bradley : Brutus
- Theodore Cloak : Lepidus
- Mary Sefton Darr : Portia
- Homer Dietmeier : Artemidorus
- Alfred Edyvean : Flavius
- George Gilbert : Strato
- Grosvenor Glenn : Cassius
- Russell Gruebner : Cinna
- Walter Hardy : Cimber
- George Hinners : Lucius
- Bob Holt : Octavius Caesar
- Sam Needham : Pindarus
- John O'Leary : Marullus

## Distinction
- Léopard d'or au Festival de Locarno.

### Récompense
- Festival international du film de Locarno 1953 :
  - David Bradley award for the artistic quality